# Batalha de Teugen-Hausen
A Batalha de Teugen-Hausen ou Batalha de Thann foi um confronto que ocorreu durante a Guerra da Quinta Coalizão, parte das Guerras Napoleônicas. A batalha foi travada em 19 de abril de 1809 entre o III Corpo de exército francês liderado pelo marechal Louis Nicolas Davout e o III Armeekorps austríaco comandado pelo príncipe Friedrich Franz Xaver de Hohenzollern-Hechingen . Os franceses conquistaram uma vitória difícil sobre seus oponentes quando os austríacos se retiraram naquela noite. O local da batalha é uma local arborizado aproximadamente a meio caminho entre as aldeias de Teugn e Hausen na Baixa Baviera, parte da Alemanha moderna.
Também em 19 de abril, ocorreram confrontos em Arnhofen perto de Abensberg , Dünzling, Regensburg e Pfaffenhofen an der Ilm. Junto com a Batalha de Teugen-Hausen, a luta marcou o primeiro dia de uma campanha de quatro dias que culminou com a vitória francesa na Batalha de Eckmühl.
A invasão do Reino da Baviera pela Áustria pegou de surpresa o imperador Napoleão I do exército franco-alemão da França. Embora o avanço do exército austríaco do arquiduque Carlos fosse lento, erros cometidos pelo marechal Louis-Alexandre Berthier, subordinado de Napoleão, colocaram o corpo de Davout em grande perigo. Enquanto Davout se retirava para sudoeste de Regensburg, na margem sul do Danúbio, Carlos tentou interceptar os franceses com três poderosas colunas de ataque.

A primeira coluna austríaca errou completamente os franceses, enquanto a cavalaria de Davout resistiu à segunda coluna. A terceira coluna colidiu de frente com uma das divisões de infantaria de Davout em um encontro. Os generais de ambos os exércitos lideraram suas tropas com coragem e habilidade enquanto as tropas lutavam em duas cordilheiras. Os reforços franceses finalmente empurraram os austríacos para fora da crista sul no final da tarde e Carlos ordenou uma retirada naquela noite. Isso abriu um caminho claro para Davout se juntar ao corpo principal do exército francês em 20 de abril.